# Syntomopus
Syntomopus is een geslacht van vliesvleugeligen uit de familie Pteromalidae. De wetenschappelijke naam van dit geslacht is voor het eerst geldig gepubliceerd in 1833 door Francis Walker.
Het is een kosmopolitisch geslacht. S. shakespearei bijvoorbeeld komt voor in Australië; S. americanus in Noord-Amerika; S. fuscipes in het Oriëntaals gebied en de twee door Walker zelf beschreven soorten S. incurvus en S. thoracicus in Groot-Brittannië. De gekende gastheersoorten van deze parasitoïden zijn vooral mineervliegen (Agromyzidae). De volwassen insecten komen uit de pop van hun gastheer. 

## Soorten
Het geslacht Syntomopus omvat de volgende soorten:
- Syntomopus agromyzae Hedqvist, 1973
- Syntomopus amaravathicus Narendran & Girishkumar, 2012
- Syntomopus americanus Ashmead, 1895
- Syntomopus arpedes Heydon, 1993
- Syntomopus carinatus Sureshan & Narendran, 1999
- Syntomopus fuscipes Huang, 1991
- Syntomopus gracilis De Santis, 1976
- Syntomopus incisoideus Howard, 1897
- Syntomopus incisus Thomson, 1878
- Syntomopus incurvus Walker, 1833
- Syntomopus nigrus Sureshan & Narendran, 1999
- Syntomopus oviceps Thomson, 1878
- Syntomopus pallipes Rudow, 1886
- Syntomopus parisii De Santis, 1976
- Syntomopus rajamalaiensis Sureshan & Narendran, 1999
- Syntomopus shakespearei (Girault, 1926)
- Syntomopus thoracicus Walker, 1833
- Syntomopus turanicus Dzhanokmen, 2000